# Gerard Hendrik von Heldring
Luitenant-Generaal Gerard Hendrik von Heldring of Gerhard Heinrich (von) Heldring (Rinteln, 14 september  1751 - Nijmegen, 19 september 1835) was een Nederlands militair van Duitse origine. 

## Biografie
Heldring werd geboren in Rinteln, in het toenmalige Hessen-Kassel, als zoon van Hans Hendrik Heldring en Dorothea Grupen. Hij trad op zeventienjarige leeftijd als huursoldaat in dienst van het Staatse leger. Vervolgens maakte hij deel uit van het derde Engels Waldeck regiment, Hessische hulptroepen gedurende de Amerikaanse Onafhankelijkheidsoorlog, waarbij hij onder meer deelnam aan de inname van Fort Washington. In 1785 werd hij kapitein van een compagnie musketiers in het vijfde bataljon van Waldeck, een eenheid die door de vorst van Waldeck-Pyrmont tegen betaling ter beschikking werd gesteld van de Republiek en dat in actie kwam tijdens de Eerste Coalitieoorlog. Heldring werd er kolonel-commandant in 1794. 
Na de omvorming van de Republiek tot Bataafse Republiek bleven de Waldeck-regimenten bestaan tot 1806. Heldring werd er generaal-majoor in 1803. In 1808 stapte hij over, als luitenant-generaal, naar het leger van het nieuwe Koninkrijk Westfalen, dat ook zijn geboortestad omvatte. Koning Jérôme Bonaparte verleende hem in 1811 de titel van graaf. Na de instorting van dit rijk keerde Heldring terug naar Nederland. Daar bood hij zijn diensten aan aan soeverein vorst Willem, die hem op 31 juli 1814 benoemde tot luitenant-generaal.
Heldring werd in het Verenigd Koninkrijk der Nederlanden te Maastricht bevelhebber van het vijfde groot militair commando dat de provincies Limburg, Zuid-Brabant en Luik omvatte. Bij het uitbreken van de Belgische Revolutie in 1830 werd de 79-jarige generaal uit die functie ontheven en op non-actief gesteld.

## Familie
De keurvorst van Beieren verhief hem in 1790 tot de adelstand, op grond van een voorgewende afstamming van een Lijflands geslacht. Sindsdien noemde hij zich von Heldring. Hij voerde een ander wapen dan zijn vader en ontkende de verwantschap met de andere Heldrings.

## Militaire Willemsorde
Heldring werd in 1816 ridder 3de klasse in de Militaire Willems-Orde.
Hij werd bij Koninklijk Besluit No.76 van 24 mei 1821 tot Commandeur in de Militaire Willems-Orde bevorderd.

## Militaire loopbaan[1]
Staatse leger: 1768
British Army:
- Kapitein: 1776

Bataafse leger
- Kapitein: 1785
- Kolonel: 1 april 1794
- Generaal-majoor: 18 juni 1803

Koninklijk Westfaals leger
- Luitenant-generaal: 1808

Nederlandsche leger
- Luitenant-generaal: 1814
- Non-actief: 1830
- Gepensioneerd: 1835